# Años 580
Los años 580 o década del 580 empezó el 1 de enero del 580 y terminó el 31 de diciembre del 589.

## Acontecimientos
- Hispania visigoda: Conflicto entre el rey Leovigildo y su hijo Hermenegildo. Estalla en 581, y se prolonga hasta 584.
- 583-584: Eborico, rey suevo.
- 584-585: Audeca, rey suevo.
- Recaredo sucede a Leovigildo como rey de los visigodos en el año 586; reinará hasta 601.
- Batalla de Solacón